# Kolibélovka
Kolibélovka (en rus: Колыбеловка) és un poble de l'óblast de Lípetsk, a Rússia, que el 2013 no tenia cap habitant. Pertany al districte rural de Griazi.